# Ужасный способ умереть
«Ужасный способ умереть» (англ. A Horrible Way to Die) — американский художественный фильм 2010 года, один из первых фильмов Адама Вингарда.

## Сюжет
Молодая врач Сара после переезда в другой город начинает посещать клуб анонимных алкоголиков, где знакомится с парнем по имени Кевин. Сара признаётся, что она много пила, когда у неё был период отношений с другим человеком, который закончился, когда она узнала об этом человеке нечто очень плохое. Постепенно Сара сближается с Кевином и они начинают встречаться.
Параллельно развивается сюжет, связанный с побегом из тюрьмы серийного убийцы Гэррика Тёрелла, который, находясь в тюрьме, получал множество писем от поклонников. Убив охрану при переезде, Гэррик вырвался на свободу и, продолжая убивать людей, перемещается по стране, оставаясь непойманным. Со временем становится ясно, что Гэррик является бывшим бойфрендом Сары.
В городке, где живёт Сара, Гэррик убивает двух молодых людей, которые обратили на него внимание в баре, и ему показалось, что они могли узнать его по фотографии. Исчезает Карла, коллега Сары по работе. Через несколько дней хозяин квартиры находит её труп. Сара, в шоке от случившегося, просит Кевина помочь ей, говоря, что это Гэррик ищет её, чтобы убить. Когда они с Гэрриком жили вместе, она обратила внимание на его частые уходы по ночам и, однажды проследив за ним, увидела, что он входит в гараж. Приехав днём к этому гаражу, Сара обнаружила там трупы людей и вызвала полицию, в результате чего Гэррика поймали и посадили. Теперь же Гэррик, как думает Сара, охвачен жаждой мщения.
Кевин привозит Сару в загородный дом своих родителей, где оказываются два приятеля Кевина, Расти и Рид. Кевин ударяет Сару, а затем её привязывают вниз головой к потолку. Как выясняется, все трое приятелей считают Гэррика своим кумиром и решили найти Сару и убить её, отомстив за Гэррика. Внезапно раздаётся стук в дверь и появляется сам Гэррик, которого в тайне от остальных пригласил на эту встречу Расти. Гэррик признаётся, что сбежал из тюрьмы только благодаря помощи своих поклонников, сам же он предпочёл бы остаться там, поскольку там он был лишён возможности причинять кому-либо вред. Он также говорит трём приятелям, что их отношения с Сарой строились на доверии, и он не держит на неё зла.
Гэррик убивает Кевина и Расти, однако Рид наносит ему смертельный удар ножом, хотя потом просит прощения у Гэррика. Убив Рида, Гэррик освобождает Сару и падает замертво. Сара выбирается из хижины и бежит к дороге.

## В ролях
- Эми Сейметц — Сара
- Эй Джей Боуэн — Гэррик Тёрелл
- Джо Сванберг — Кевин
- Брэндон Кэрролл — Расти
- Лэйн Хьюз — Рид
- Холли Вогс — Карла
- Саймон Барретт — Олсен

## Награды
- 2010 — Fantastic Fest в Остине[1]:
  - лучший сценарий фильма ужасов: Саймон Баррет
  - лучший актёр фильма ужасов: Эй Джей Боуэн
  - лучшая актриса фильма ужасов: Эми Саймец

## Критика
Фильм получил в целом положительные отзывы кинокритиков. На сайте Rotten Tomatoes фильм имеет рейтинг 63% на основе 8 рецензий со средним баллом 6,3 из 10. На Metacritic фильм получил 52/100 баллов на основе 5 отзывов.
Обозреватель Деннис Харви из Variety отметил, что фильм Вингарда заставляет вспомнить фильм 1996 года «Генри: портрет убийцы-маньяка», хотя и не производит столь сильного впечатления.